# Murșilis al II-lea

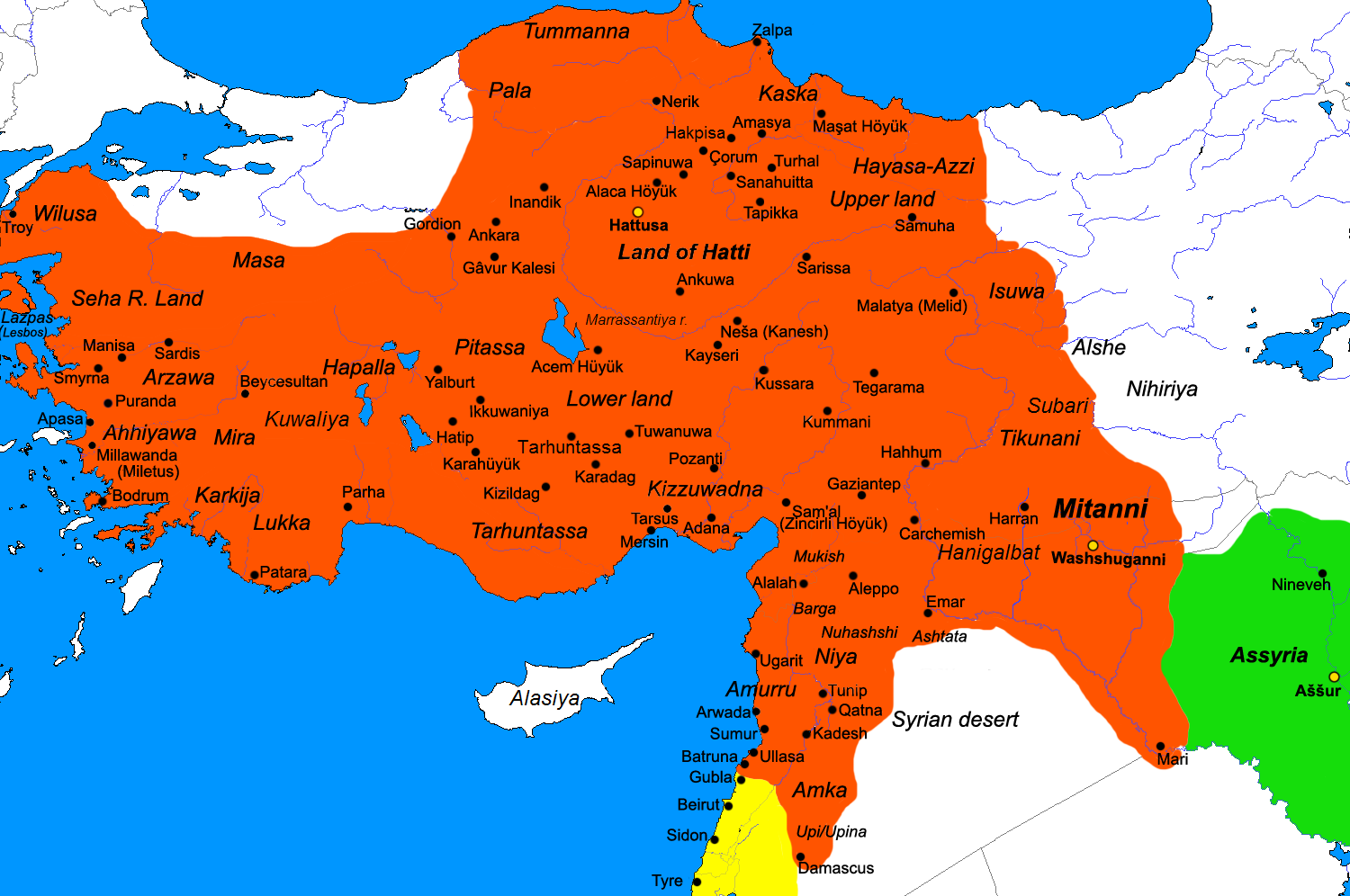
Imperiul Hitit în timpul domniei lui Murşilis al II-lea.

Murșilis al II-lea (scris și Mursilis al II-lea) a fost un rege al Imperiului Hitit (Regatul nou) c. 1321 – 1295 î.Hr. (scurtă cronologie⁠(en)[traduceți])